# Richard Fortus
Richard Fortus (San Luis, Misuri; 17 de noviembre de 1966) es un músico estadounidense. Es el actual guitarrista rítmico de Guns N' Roses.

## Inicio
Su interés por la música surgió desde muy temprana edad.
En el comienzo de su adolescencia decidió dedicarse exclusivamente a la guitarra, inspirado en sus ídolos musicales, tales como Robert Fripp, John McLaughlin, Jeff Beck y Wes Montgomery. Por aquella época, Fortus participó como miembro de la prestigiosa orquesta norteamericana St. Louis Youth Symphony. A los 15 años, Richard ya había decidido que su futuro sería dedicarse a ser músico de rock. Por tal motivo, realizó sus estudios secundarios en la «Escuela de Arte» y posteriormente obtuvo una beca en la Universidad del Sur de Illinois.
Gracias a su interés en cultivar casi la totalidad de los géneros musicales, desde el jazz, pasando por el blues, el clásico y otros, hasta el rock, Fortus se convirtió en un gran conocedor de las distintas corrientes musicales existentes. Esto le permitió lograr una gran versatilidad, que unida a su talento, le dieron con los años una excelente reputación en el mundo de la música.

## Primeras bandas y trabajos
En los años 1980, Richard cofundó su primera banda regional de música alternativa, llamada «Pale Divine». Poco tiempo después, se unió a «The Psychedelic Furs», gracias a la propuesta del vocalista Richard Butler, con quien fundó posteriormente el grupo «Love Spit Love». Durante el trabajo con dicha banda, Fortus decidió mudarse definitivamente a Nueva York.

## Guns N' Roses
En 2002, el guitarrista pasó a integrar las filas de Guns N' Roses. Richard Fortus habría participado de una audición para la banda a mediados del 2000 para ser tercer guitarrista junto con Robin Finck y Paul Tobias, pero Axl Rose decidió cancelar dicha audición y contratar al excéntrico guitarrista Buckethead. Tommy Stinson, le dijo que en caso de que alguno de los guitarristas de la banda tuviera que irse, lo llamarían de inmediato, lo cual ocurrió durante la salida de Paul Tobias en 2002.

## Otros proyectos
A lo largo de su carrera, Fortus colaboró con prestigiosos artistas tales como Ozzy Osbourne, Billy Idol, Puff Daddy, Cristal Method y muchos otros. Asimismo, en la actualidad también trabaja en la compañía de software Activision, creando la música de diversos videojuegos, tales como Tony Hawk`s Thug 2 y Western, entre otros. Además ha escrito e interpretado diversas bandas de sonido, para películas como la premiada Monster, The Village, Swimmers, Surf Movie y The Fast And The Furious And Driven. Por otro lado, ha compuesto e interpretado canciones para un gran número de anuncios publicitarios y programas televisivos.Creó la banda sonora de James Bond en la guitarra eléctrica.
También estuvo como guitarrista soporte por unos conciertos con la exitosa banda japonesa de Heavy Metal X Japan.
Actualmente está tocando en la reedición de Thin Lizzy en colaboración de Scott Gorham remplazando a Vivian Campbell.
- Datos: Q444021
- Multimedia: Richard Fortus / Q444021